# Питър Гетин
Питър Гетин (Peter Gethin) е британски автомобилен състезател, участник в световния шампионат на Формула 1.

## Формула 1
Той записва 30 старта като дебютира през 1970 г. в Голямата награда на Нидерландия. Печели един старт за Голямата награда на Италия през 1971 година, като за цялата си кариера събира 11 точки.